# دايورة كبيرة
دايورة كبيرة (الاسم العلمي:Diuris magnifica) هي نوع من النباتات تتبع جنس الدايورة من الفصيلة السحلبية.